# Khanapur, Sindgi
Khanapur là một làng thuộc tehsil Sindgi, huyện Bijapur, bang Karnataka, Ấn Độ.